# Daniel Nguyễn
Daniel Nguyễn (sinh 16 tháng 10 năm 1990 tại Oxnard, California) là người Mỹ gốc Việt đầu tiên tham dự giải Giải quần vợt Mỹ Mở rộng. Anh ta tốt nghiệp tại Santa Barbara High School cũng như tại Đại học Nam California, (USC). Trong 4 năm học ở USC, anh đã góp phần cho đại học này đoạt giải đồng đội NCAA 4 năm liên tiếp. Những thành quả khác là vô địch giải đôi quốc gia 16s & 18s tại Kalamazoo. Hiện thời Nguyễn đang tập trung đấu ATP Futures Tour. Anh ta thuận tay phải, và đã đoạt được tổng cộng tiền thưởng là $31,622, riêng năm 2014 trong các giải đơn $10,061. Anh hiện đang đứng hạng đơn cao nhất 397 ATP (25.08.2014) và hạng đôi hiện thời là 725, cao nhất là 521 (22.07.2013).
ông Nguyễn Quốc Kỳ (Phó Chủ tịch kiêm Tổng thư ký VTF) cho biết, là đã làm đơn cho tay vợt Daniel Nguyễn nhập quốc tịch Việt Nam để thi đấu cho đội tuyển Việt Nam ở các giải quốc tế.
Ngày 06/12/2019, Daniel Nguyễn giành được huy chương bạc ở nội dung đơn nam môn tennis tại Đại hội thể thao Đông Nam Á 2019 sau khi thua tay vợt Lý Hoàng Nam trong trận chung kết toàn Việt Nam.